# Dwór w Hołowiesku

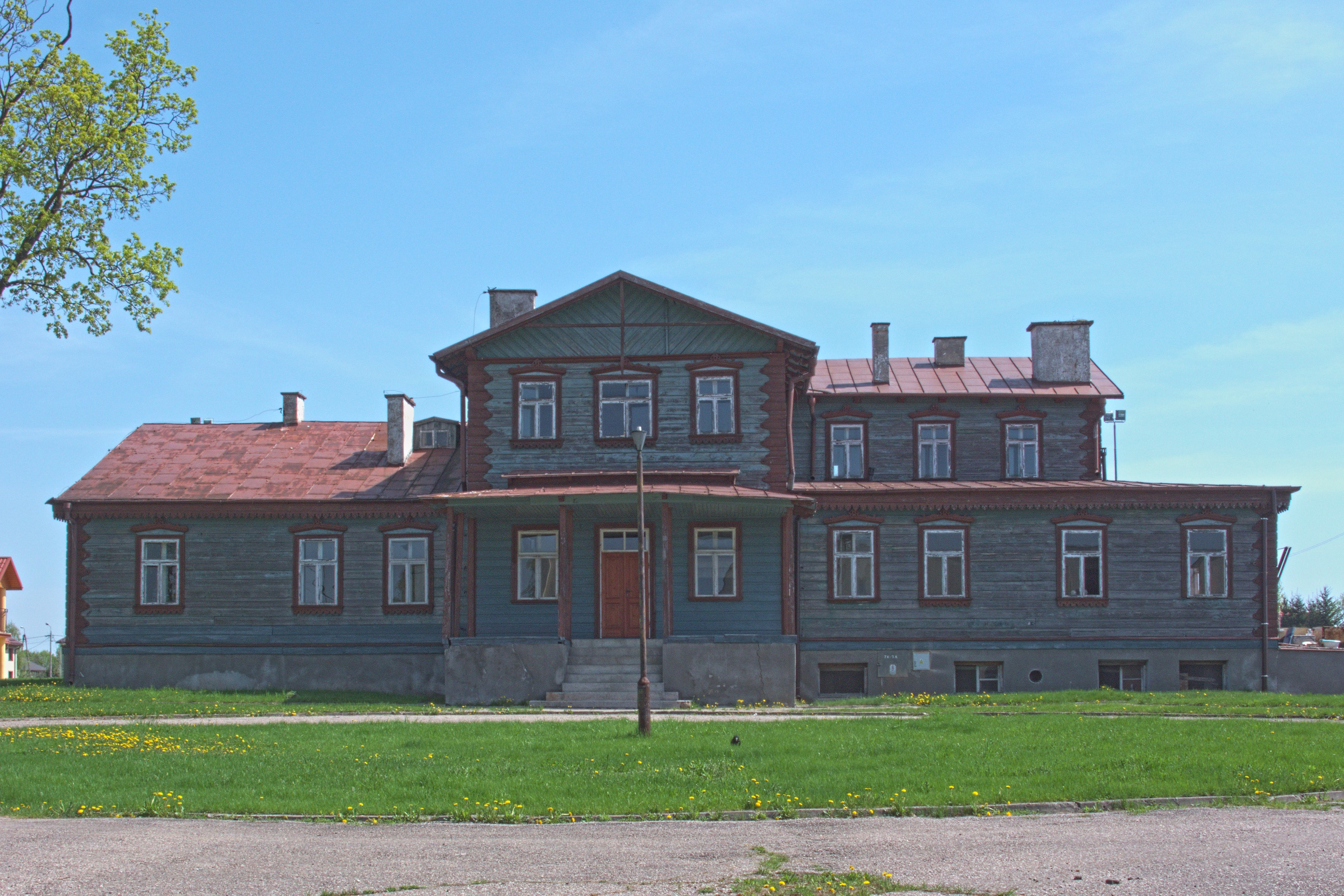
Dwór Smulskich w Hołowiesku z końca XIX wieku (stan z 2013 roku)

Dwór w Hołowiesku – teren po dawnym dworze w Hołowiesku znajduje się na terenie miasta Bielsk Podlaski w okolicach ul. Traugutta, przy ul. Hołowieskiej 7.

## Dwór starostów królewskich
Po spaleniu się bielskiego zamku królewskiego w 1564 roku znajdował się tu dwór będący siedzibą starosty bielskiego. Lustracja z 1715 roku opisywała dwór w sposób następujący: Zamek hołowieski także i ogród parkanem obwiedziony. Prowadziła do niego brama z drzwiami na zawiasach, z dwiema furtami z żelaznymi antabami. Pałac miał trzydzieści pięć okien i był kryty dachem gontowym. Pod pałacem były duże murowane piwnice. Obok ogród włoski otoczony parkanem. Naprzeciwko pałacu był stary budynek urzędniczy, spichlerz z piwnicą, zrujnowana wieża, stajnia, stodoła, browar, obora, spiżarnia, chlewik. W latach 30. XVIII wieku szkody w majątku wyrządziła konfederacja mazowiecka wspierająca króla Stanisława Leszczyńskiego w czasie wojny o sukcesję polską.
W latach 1743–1746 w rejonie skrzyżowania ulic Traugutta, Hołowieskiej i Białowieskiej wybudowano nowy dwór dla hetmana Jana Klemensa Branickiego, znany z widoku zachowanego w tzw. Tekach Glinki. Gdy dworem w Hołowiesku i Ladzie władał Jan Klemens Branicki, prace na jego polecenie prowadził tu architekt Jan Henryk Klemm. W 1759 roku zbudowano nowy parkan. Przed 1760 rokiem wybudowano oficynę i budynki gospodarcze. W latach 1773, 1776 i 1778 w Hołowiesku lato spędzała siostra króla Izabela Branicka. W 1775 roku wzmiankowano o pracach budowlanych i wznoszeniu budynków „kurlandzkim sposobem”. W 1779 roku zbudowano nową stajnię. W 1780 roku wzmiankowano zwierzyniec. W 1787 roku przebudowano oficynę. Dwór otaczał ogród barokowy z kanałami i sadzawkami. W końcu XVIII wieku dwór przestał być siedzibą starosty królewskiego i z powodu rozbiorów objął go skarb pruski.

## Dwór Smulskich
Od 1878 roku własność mającego korzenie tatarskie pułkownika Adama Smulskiego, który wybudował nowy dwór znajdujący się obecnie przy ul. Hołowieskiej 7. Po nim właścicielem był jego syn generał Aleksander Smulski (1858-1925) i jego żona Katarzyna Horwat, a następnie ich córka Julia „Lili” (1888-1963) i jej wywodzący się z bałtyckich Niemców mąż kapitan Karl von Dehn (1877-1932), którzy zamieszkali w dworze po 1922 roku. W dworze w 1932 roku zmarł Karl von Dehn. W latach 1931–1934 przeprowadzono parcelację gruntów majątku. Gdy zmarła Julia Dehn, dwór odziedziczył Eugeniusz Wasilewski.
W 1945 roku dwór upaństwowiono i umieszczono w nim szkołę rolniczą. W 1985 roku objęty przez PTTK, które w latach 1987–1988 przeprowadziło remont na potrzeby domu wycieczkowego. W 1998 przekazany Urzędowi Miasta. W 2002 roku zakupiony przez parafię rzymskokatolicką.
Obiekt wpisany jest do rejestru zabytków pod numerem A-387 z 8.06.1988.
W południowej części założenia znajdują się zniszczone nagrobki rodziny Smulskich, dawnych właścicieli.

## Więzienie
W pobliżu znajduje się budynek administracyjny folwarku z przełomu XIX/XX wieku, w którym w latach 1942–1944 mieściło się więzienie gestapo. Z więzienia tego wywieziono w lipcu 1943 roku aresztowanych mieszkańców Bielska, których rozstrzelano w Lesie Pilickim. Jesienią 1944 roku, na terenie poniemieckiego więzienia, NKWD urządziło kolejne więzienie, skąd wywoziła aresztowanych z powiatu bielskiego do łagru nr 45 w Ostaszkowie (ZSRR), a być może także do łagru w Stalinogorsku.